# Djupebo
Djupebo este o arie protejată (arie specială de conservare — SAC, sit de importanță comunitară — SCI, arie de protecție specială avifaunistică — SPA) din Suedia întinsă pe o suprafață de 45,2 ha, integral pe uscat.

## Localizare
Centrul sitului Djupebo este situat la coordonatele 59°43′16″N 16°06′58″E / 59.721°N 16.1162°E.

## Înființare
Situl Djupebo a fost declarat arie de protecție specială avifaunistică în decembrie 1996 pentru a proteja 1 specie de plante și 9 specii de animale. Alte tipuri de protecție:
- sit de importanță comunitară (în ianuarie 1997)
- arie specială de conservare (în martie 2011)[1][3][4]

## Biodiversitate
Situată în ecoregiunea boreală, aria protejată conține 3 habitate naturale: Cursuri de apă de la nivel de câmpie la nivel montan, cu vegetație Ranunculion fluitantis și Callitricho-Batrachion, Taiga vestică, Turbării active.
La baza desemnării sitului se află mai multe specii protejate:
- plante (1): Buxbaumia viridis
- păsări (9): minunița (Aegolius funereus), cocoșul de mesteacăn (Bonasa bonasia), ciocănitoare neagră (Dryocopus martius), ciuvică (Glaucidium passerinum), cocor (Grus grus), vultur pescar (Pandion haliaetus), viespar (Pernis apivorus), huhurezul mic (Strix uralensis), cocoșul de mesteacăn (Tetrao tetrix tetrix)